# Pashchim Singhbhum (huyện)
Huyện Pashchim Singhbhum là một huyện thuộc bang Jharkhand, Ấn Độ. Thủ phủ huyện Pashchim Singhbhum đóng ở Chabasa. Huyện Pashchim Singhbhum có diện tích 9906 ki lô mét vuông. Đến thời điểm năm 2001, huyện Pashchim Singhbhum có dân số 2080265 người.